# Teatr Bylis w Fierze
Teatr Bylis w Fierze (alb.: Teatri Bylis Fier) – jedna ze scen teatralnych Albanii, która rozpoczęła działalność w 1971 w Fierze. 

## Historia
Tradycje amatorskiego ruchu teatralnego w Fierze sięgają 1933, kiedy to w budynku należącym do Zeko Koki grupa młodzieży wystawiła sztukę Kristo Floqiego Do të vras veten. Spektakl reżyserował Llaqi Kola, który w czasie nauki w szkole pedagogicznej w Elbasanie działał w szkolnym zespole teatralnym. W spektaklu wystąpiło sześć osób. Z tego środowiska wywodziła się grupa późniejszych aktorów zawodowych: Sokrat Pogaçe, Jorgji Panda, Jorgji Kovaçi i Nasi Bogo. Kolejne spektakle wystawiano na scenie w Fierze, ale także w sąsiednim Beracie. Po upadku rebelii w Fierze w 1935 władze lokalne rozwiązały stowarzyszenie patronujące teatrowi, a następnie zabroniły kolejnych występów, uznając, że część artystów wspierała rebelię, a nawet propagowała w mieście idee komunistyczne.
Po zakończeniu II wojny światowej amatorski ruch teatralny w Fierze koncentrował się wokół miejscowego domu kultury. Na scenie występowało 21 aktorów (wśród nich Nestor Pogaçe, Ndrek Beltoja, Muhedin Pleshti, Marika Kallamata i Hamza Pleshti), a pracami teatru kierował reżyser Llazar Verria. W 1971 w Fierze powstał profesjonalny teatr dramatyczny. Na jego scenie występowali zarówno aktorzy wywodzący się z ruchu amatorskiego, jak też grupa aktorów zawodowych. Kadrę teatru tworzyły dwa zespoły: dramatyczny i estradowy (amatorska scena estradowa w Fierze pod kierunkiem Llazara Verrii istniała od 1957). Teatr przyjął nazwę Bylis od starożytnego teatru we wsi Hekal w okręgu Fier. Nową siedzibą teatru stał się budynek zaprojektowany przez Sokrata Mosko, przeznaczony dla 480 widzów.
Pierwszą premierą na nowej scenie w 1971 była sztuka Hijet e natës Vedata Kokony w reżyserii Leki Bungo. W tym czasie teatr wystawiał sztuki autorów albańskich. Kilka premier zaprezentowanych przez scenę w Fierze doczekało się nagród na festiwalu w Tiranie - wśród nich Gjëmimi i atij dimri (1976), Shoku Niqifor (1982) i Dy krisma në Paris (1983).
Po upadku komunizmu teatr w Fierze podobnie jak inne sceny albańskie doświadczył skutków kryzysu. Ograniczenia budżetowe spowodowały zmniejszenie ilości premier, a także redukcję personelu teatru. W tym czasie teatrem kierował aktor Arqile Lici. Z zespołu odeszli tak znani aktorzy jak: Fatos Sela, Mina Koxhaku, Dervish Biba i Dritan Boriçi. W 1991 zespół składał się z 30 osób (w tym 18 aktorów i 2 reżyserów). W repertuarze teatru pojawiły się sztuki autorów obcych (Dostojewski, Ionesco, Schirò Di Maggio). Odrodzenie teatru nastąpiło w 2002, kiedy z inicjatywy dyrektora teatru Klajdi Marku w Fierze zorganizowano po raz pierwszy Festiwal Sztuki Aktorskiej Apollon.
W 2018 budynek teatru został odnowiony i przebudowany.